# Monete da 10 euro italiane
Quasi tutti i paesi che hanno adottato l'euro come moneta, oltre ai classici valori nominali, hanno coniato anche monete commemorative per collezionismo con valore nominale di 10 €.
L'Italia ha iniziato a coniare monete in argento da 10 € nel 2003. Tutte le monete italiane di questo tipo hanno un diametro di 34 mm, un peso di 22 grammi e sono in argento 925; la tiratura invece cambia da moneta a moneta così come cambia il soggetto.

## Specifiche
Tutte le monete commemorative da 10 euro coniate dall'Italia hanno le stesse caratteristiche:
| Titolo   | Argento 925 ± 3 ‰, Oro 900 ± 3 ‰ |
| Peso     | 22 g ± 5 ‰, 3 g ± 5 ‰            |
| Diametro | 34 mm, 13.85 mm                  |
| Qualità  | Proof e/o Fior di conio          |

## 2003
- Europa dei popoli (tiratura 33.000)
- Presidenza Europea (tiratura 48.000)

## 2004
- Genova capitale europea della cultura (tiratura 30.500)
- 80º anniversario della morte di Giacomo Puccini (tiratura 21.500)

## 2005
- XX Giochi Olimpici Torino 2006 (Sci alpino) (tiratura 40.000)
- XX Giochi Olimpici Torino 2006 (Hockey su ghiaccio) (tiratura 27.600)
- XX Giochi Olimpici Torino 2006 (Pattinaggio di velocità) (tiratura 24.800)
- 60º anniversario dell'ONU (tiratura 12.600)
- Pace e Libertà in Europa (tiratura 22.000)

## 2006
- 60º anniversario dell'UNICEF (tiratura 11.000)
- Personalità europee: Leonardo Da Vinci (tiratura 25.000)
- Italia campione del mondo di calcio 2006 (tiratura 18.000)
- 500º anniversario della morte di Andrea Mantegna (tiratura 8.000)

## 2007
- 50° Trattati di Roma (tiratura 20.504)
- 100° Scuola dell'arte della medaglia (tiratura 8.00)
- 250º anniversario della nascita di Antonio Canova (tiratura 8.000)

## 2008
- 500º anniversario della nascita di Andrea Palladio (tiratura 16.000)
- 700° Università di Perugia (tiratura 9.000)

## 2009
- 2009 Anno Internazionale dell'Astronomia (tiratura 9.000)
- 100º anniversario del Premio Nobel a Guglielmo Marconi (tiratura 12.260)
- 400º anniversario della morte di Annibale Carracci (tiratura 7.000)
- 100º anniversario della fondazione del Movimento futurista (tiratura 7.000)
- L'Aquila: Una moneta per la ricostruzione (tiratura 5.000)

## 2010
- 500º anniversario della morte di Giorgione (tiratura 6.100)
- Italia delle Arti: Aquileia (tiratura 11.000)
- 400º anniversario della morte di Caravaggio (tiratura 6.500)

## 2011
- 130º anniversario della nascita di Alcide de Gasperi (tiratura 7.000)
- Italia delle Arti: Torino (tiratura 7.000)
- 500º anniversario della nascita di Giorgio Vasari (tiratura 7.000)
- 2011 anno della cultura e della lingua russa in Italia (tiratura 7.000)
- Esploratori Europei: Amerigo Vespucci (tiratura 17.000)

## 2012
- Italia delle Arti: Ferrara (tiratura 7.000)
- 300º anniversario della nascita di Francesco Guardi (tiratura 7.000)
- Pittori e Scultori Europei: Michelangelo Buonarroti (tiratura 7.000)

## 2013
- Italia delle Arti: Valle d'Aosta (tiratura 7.000)
- Scrittori Europei: Luigi Pirandello (tiratura 7.000)

## 2014
- Compositori europei: Gioacchino Rossini (tiratura 6.500)
- 2000 anni dalla morte di Augusto (tiratura 5.000)
- 100º della fondazione del CONI (tiratura 5.000)
- Italia nelle arti: Atri (tiratura 5.000)

## 2015
- 70 anni di Pace in Europa (tiratura 6.000)
- 100º della prima guerra mondiale (tiratura 5.000)
- Italia delle arti: Bronzi di Riace (tiratura 4.000)

## 2016
- Europa contemporanea (tiratura 8.000)
- Italia delle arti: Sardegna (tiratura 4.000)
- Enzo Ferrari (tiratura 8.000)

## 2017
- Italia delle Arti: I Sassi di Matera (tiratura 4.000)
- Serie Europa Star Programme: Architetture del Ferro (tiratura 5.000)
- Serie Imperatori Romani: Adriano (tiratura 4.000. Oro)

## 2018
- Serie Italia delle arti: Puglia (Cattedrale di Trani) (tiratura 4.000)
- Serie Europa Star Programme: il Barocco (tiratura 4.500)
- Fifa World Cup Russia (tiratura 30.000)
- Serie esploratori: Marco Polo (tiratura 5.000)
- Serie Imperatori Romani: Traiano (tiratura 1.500. Oro)

## 2019
- Serie Imperatori Romani: Augusto (tiratura 1.000. Oro)
- Serie esploratori: Cristoforo Colombo (tiratura 5.000)
- Serie Italia delle arti: Lombardia (Duomo di Milano) (tiratura 4.000)

## 2020
- Serie Imperatori Romani: Marco Aurelio (tiratura 1.000. Oro)

## 2021
- Serie Imperatori Romani: Costantino (tiratura 1.200. Oro)
- 100º Anniversario della Federazione Italiana Pallacanestro (tiratura 4.000. Argento rodiato)

## 2022
- Serie Fontane d’Italia: Fontana di Trevi (tiratura 1.500. Oro)

## 2023
- Serie fontane d'Italia: Diana e Atteone: Reggia di Caserta (tiratura 2.000 Oro)
- Ryder Cup 2023 (tiratura 10.000 argento)